# Bryt livets bröd för mig
Bryt livets bröd för mig är en psalm med text skriven 1877 av Mary Artemisia Lathbury och musik skriven 1877 av William F. Sherwin. Texten översattes till svenska 1950 av Johan Gustafsson.

## Publicerad i
- Psalmer och Sånger 1987 som nr 412 under rubriken "Kyrkan och nådemedlen – Ordet".[1]